# Monday’s Rain / Playdown
Bár a kislemez elkészült, és szerepel a katalógusokban, valószínűleg nem jelent meg.
A lemez zenei anyaga már Ossie Byrne stúdiójában lett rögzítve, valamint az első lemez, ahol a producer Nat Kipner, a hangmérnök pedig  Ossie Byrne.

## Közreműködők
- Barry Gibb – ének, gitár
- Robin Gibb – ének,  gitár
- Maurice Gibb – ének,  gitár, zongora
- John Robinson – basszusgitár
- Colin Petersen – dob
- Steve Kipner – vokál
- Hangmérnök – Ossie Byrne

## A lemez dalai
A oldal: Monday’s Rain  (Barry Gibb) (1965), mono 2:58, ének: Barry Gibb, Robin Gibb

B oldal: Playdown  (Barry Gibb) (1965), mono 2:54, ének: Barry Gibb, Robin Gibb